# 第九届超级碗
第九届超级碗（Super Bowl IX）是美国国家橄榄球联盟1974赛季的总决赛，由美联冠军匹兹堡钢人队对阵国联冠军明尼苏达维京人队。比赛于1975年1月12日在新奥尔良的杜兰大学体育场（Tulane Stadium）举行。
最终，匹兹堡钢人队以16-6战胜明尼苏达维京人队，第一次夺得超级碗冠军。跑卫弗兰科·哈里斯（Franco Harris）获得最有价值球员称号。